# Zentrygon
Genre
Zentrygon est un genre d'oiseaux de la famille des Colombidés.

## Liste des espèces
Selon la classification de référence du Congrès ornithologique international (version 6.4, 2016) :
- Zentrygon albifacies (Sclater, PL, 1858) — Colombe des nuages
- Zentrygon carrikeri (Wetmore, 1941) — Colombe de Tuxtla
- Zentrygon chiriquensis  (Sclater, PL, 1856) — Colombe du Chiriqui
- Zentrygon costaricensis (Lawrence, 1868) — Colombe du Costa Rica
- Zentrygon frenata (Tschudi, 1843 )— Colombe à gorge blanche
  - Zentrygon frenata bourcieri (Bonaparte, 1855)
  - Zentrygon frenata subgrisea (Chapman, 1922)
  - Zentrygon frenata frenata (Tschudi, 1843)
  - Zentrygon frenata margaritae (Blake, Hoy, G & Contino, 1961)
- Zentrygon goldmani (Nelson, 1912) — Colombe de Goldman
  - Zentrygon goldmani oreas (Wetmore, 1950)
  - Zentrygon goldmani goldmani (Nelson, 1912)
- Zentrygon lawrencii  (Salvin, 1874) — Colombe de Lawrence
- Zentrygon linearis (Prévost, 1843) — Colombe bridée
  - Zentrygon linearis linearis (Prévost, 1843)
  - Zentrygon linearis trinitatis Hellmayr & Seilern, 1912